# ヘーパイストス
ヘーパイストス（古希: ΗΦΑΙΣΤΟΣ（Ἥφαιστος）、古代ギリシア語ラテン翻字: Hḗphaistos）は、ギリシア神話に登場する神である。古くは火山の神であったと思われるが、後に炎と鍛冶の神とされた。オリュンポス十二神の一柱。神話ではキュクロープスらを従え、自分の工房で様々な武器や道具、宝を作っているという。その象徴は円錐形の帽子、武具、金床、金鎚、矢床である。
本来は小アジアの火山の神といわれ、その崇拝はレームノス島を中心にギリシア本土に達し、紀元前600年頃にはアテーナイに伝わり、アエオリアエ諸島、シケリア島、カンパーニアなどの西方の火山地帯にも広まった。
ローマ神話ではウゥルカーヌス（ラテン語: Vulcānus）に相当する。あるいは、ローマ神話名を英語読みしたヴァルカン（英語: Vulcan）や、日本語では長母音を省略してヘパイストスやヘファイストスとも呼ばれる。
小惑星のヘファイストスはヘーパイストスにちなんで命名された。

## 概説
ゼウスとヘーラーの息子で第1子。生まれたヘーパイストスは両足の曲がった醜い奇形児であった。これに怒ったヘーラーは、生まれたばかりのわが子を天から海に投げ落とした。その後、ヘーパイストスは海の女神テティスとエウリュノメーに拾われ、9年の間育てられた後、天に帰ったという。ヘーパイストスはその礼として、テティスとエウリュノメーに自作の宝石を送っている。
他の説では、ヘーラクレースの航海を妨害するために、嵐で船を漂流させたヘーラーが、ゼウスから罰せられるのを、ヘーパイストスがかばおうとしたことから、ゼウスによって地上へ投げ落され、1日かかってレームノス島に落ち、シンティエス人に助けられた。この時に足が不自由になったとされる。
一般にはゼウスとヘーラーの息子とされるが、ヘーラーが1人で生んだという伝承もある。それによればヘーラーはゼウスと対立し、ゼウスと交わらずに1人で生んだという。またゼウスは男性ながら、美貌と才気を兼ね備えた女神アテーナーを生んだが、ヘーラーの生んだヘーパイストスは醜い子供だったので、これにより正妻としての面目を失ったヘーラーは、対抗してティーターンの力を借り、自分も1人で子テューポーンをもうけたという。
ヘーパイストスはオリュンポスの神々に加えられたが、ヘーラーの彼への冷遇は続き、彼は母への不信感を募らせていった。そんなある日、ヘーパイストスからヘーラーに豪華な椅子が届けられた。宝石をちりばめ、黄金でつくられ、大変美しい椅子で、その出来に感激した上機嫌のヘーラーが椅子に座ったとたん体を拘束され身動きが取れなくなってしまった。その後ディオニューソスがヘーパイストスを酔わせて天上に連れてきて解放させたといわれる。
神々の武具を作ることで有名なヘーパイストスだが、自ら戦うこともある。『イーリアス』ではヘーラーに命じられて、アキレウスを襲う河神スカマンドロスと対決し、決して弱まらぬ炎を放って巨大な河そのものを瞬時に沸騰・蒸発させ、河の神を屈服させた。また軍神アテーナーは、頭痛に悩むゼウスが痛みに耐えかね、ヘーパイストスに命じて斧（ラブリュス）で頭を叩き割らせることで、ゼウスの頭から生まれたという。
なお、ヘーラーが一人で生んだのはアレースとする伝承もある。詳しくはフローラを参照。
ヘーパイストスの妻はアプロディーテーとも、カリスのアグライアーともいわれる。一説には天上の妻はアプロディーテーであり、地上の妻はカリスであるという。
ヘーパイストスの子供にはアテーナイの王エリクトニオス、テーセウスに退治されたペリペーテース、アルゴナウタイの1人であるパライモーンなどがいる。

## アプロディーテーとの結婚

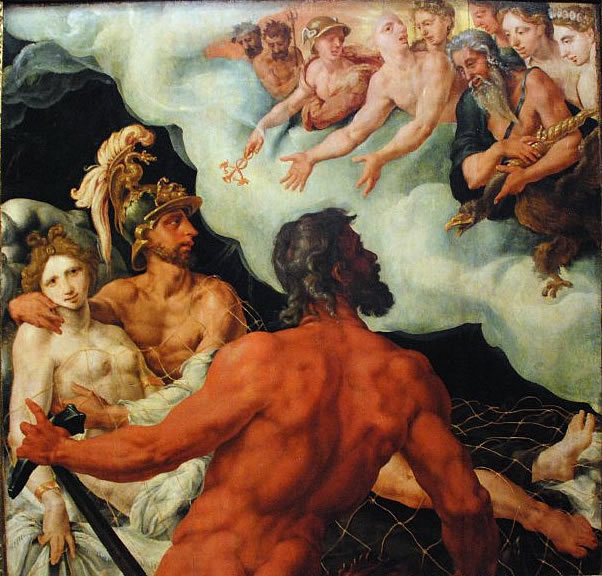
『ヘーパイストス、アレースとアプロディーテー』（マールテン・ファン・ヘームスケルク作、1540年、美術史美術館所蔵）

ホメーロスの『オデュッセイア』ではヘーパイストスはアプロディーテーと結婚している。ゼウス自らヘーパイストスにアプロディーテーを妻として与えたという。しかし、彼女はヘーパイストスの醜さを嫌っていた。そこに軍神アレースが現れた。アレースはゼウスとヘーラーの子であるものの、争いの神であり残虐な性格である事から、神々や人々からの評判はすこぶる悪かったが、オリュンポスの男神の中でも一二を争う美男子だった。やがて醜い夫との生活に疲れていたアプロディーテーは、美形のアレースと恋愛関係となる。当のヘーパイストスは、妻の浮気にまったく気付かず、夫婦仲の悪さはアプロディーテーの機嫌が悪いだけだと妻を信じていた。しかしヘーリオスから事実を知らされたヘーパイストスは落胆し、同時にアプロディーテーへの激しい憎悪が芽生えた。
ある日、ヘーパイストスは「仕事場に行く。しばらく家には戻れない」と言い家を出て行く。これ幸いと浮気に浸るアレースとアプロディーテーだが、二人で寝床に入ったとたんに見えない網で捕えられ、裸で抱き合ったまま動けなくなってしまった。この網は、妻への復讐の為にヘーパイストスが作った特製の網で、彼以外解く事が出来ない物だったのである。何とか解こうとする二人であったが、動けば動くほど体に食い込み、完全に身動きが取れなくなってしまった。
妻とアレースの密通現場を押さえたヘーパイストスであったが、妻が自分には見せなかった媚態の艶やかなる美しさをアレースに晒したことに激怒、更なる辱めを与えてやろうと考えていた。すると、そこへ伝令の神であるヘルメースが偶然にも通りかかる。ヘルメースがアプロディーテーに片思いしていることを知っていたヘーパイストスは、密通現場を彼に見せれば興味を持つと考え、ヘルメースを招き入れた。彼の目論見通り、ヘルメースは興味を示し釘付けになる。すると、ヘーパイストスは「他の十二神を呼んで来て頂きたい。特に結婚の仲人をして頂いた母上を呼んで来て欲しい」とヘルメースに頼んだ。伝令の神であるヘルメースは、瞬く間にオリンポス中を駆け巡って面白いものが見られると触れ回り、十二神をヘーパイストスの神殿の前に連れて来た。
そして、集まった神々を前にヘーパイストスは「これから面白い見世物をご覧に入れましょう」と言って、アプロディーテーとアレースの密通現場を晒したのである。密通現場を見せられた神々は、皆困った顔をしてしまう。と言うのもアプロディーテーとアレースの二人の様が余りにも面白く、大声で笑いたかったのだが、神である自分たちが品もなく馬鹿笑い出来なかったことと、結婚を取り仕切ったヘーラーの手前、笑うことが出来なかった為である。ところが、アポローンが「ヘルメース殿、貴殿は以前からアプロディーテーと臥所を供にしたいと申していたそうではないか。丁度良い機会だ、アレースと代わって貰ったらどうだ？」と問うたのに対し、ヘルメースが「入りたいのは山々なれど、私の一物はアレース殿の物と比べ、頑丈でも逞しくもございませぬ」と返したことで、我慢していた神々は思わず吹き出してしまった。アレースは恥ずかしさのあまり、解放された途端逃げるように自領へ去ったが、アプロディーテーはただその場で微笑んでいた。
神々の笑い声が響く中、この結婚を取り仕切ったヘーラーだけは笑えずにいた。そんなヘーラーに対しヘーパイストスは「母上、貴方様より拝領いたしました花嫁は、他の神々と臥所を共にするふしだらな女にございます。されば、ここにのしを着けてお返し申し上げますので、どうぞお引取りください」と言った。再び神々の前で恥を掻かされたヘーラーはアプロディーテーを連れ、神々の失笑が木霊する中、退散していった。
その後、ポセイドーンの仲介の元、ヘーパイストスはアプロディーテーと離婚し、アレースから賠償を受け取った。そして、アレースはトラーキア、アプロディーテーはクレーテー島での謹慎を命じられた。後にアプロディーテーはポセイドーンにこの仲介の礼を与えている。

### その他の説・補足
- 実はヘーラーとは不仲ではなかったとする説もある。ある時、ゼウスとヘーラーが夫婦喧嘩をした際に、ヘーパイストスがヘーラーを擁護した（或は、単に止めに入っただけとも）。これがゼウスの逆鱗に触れ、天界から突き落とされ足に障害を負ったとされる。
- アレースの醜態を笑い飛ばしたアポローンとヘルメースだが、逆に「アプロディーテーと臥所を共に出来るのならば、二重・三重に巻かれても構わない」と羨ましがったとする説もある。
- アレースはアプロディーテーと浮気をするとき、従者であるアレクトリュオーンに見張りをさせた。ところがある日アレクトリュオーンは居眠りをしてしまい、ヘーリオスが天に昇っても2人は気付かなかった。このため2人はヘーリオスに見つかり、ヘーパイストスの罠にかかった。アレクトリュオーンは神々の前で大恥を掻かされたことに激怒したアレースの怒りを買い、鶏へ変えられてしまった。それ以来、鶏は太陽が昇ると「ヘーリオスが来たぞ（コケコッコー）」と鳴くようになったと言われている[21]。

## エリクトニオスの誕生
結婚後、アプロディーテーに相手にされなかったヘーパイストスは、アテーナーが仕事場にやって来たときに欲情し、アテーナーと交わろうとして追いかけた。ヘーパイストスは処女神であるアテーナーから固く拒まれたが、アテーナーの足に精液を漏らした。アテーナーがそれを羊毛でふき取り、大地に投げると、そこから上半身が人間で下半身が蛇の子供エリクトニオスが誕生した。それを見つけたアテーナーは見捨てはせず、自分の神殿でエリクトニオスを育てたという。

## ヘーパイストスの仕事

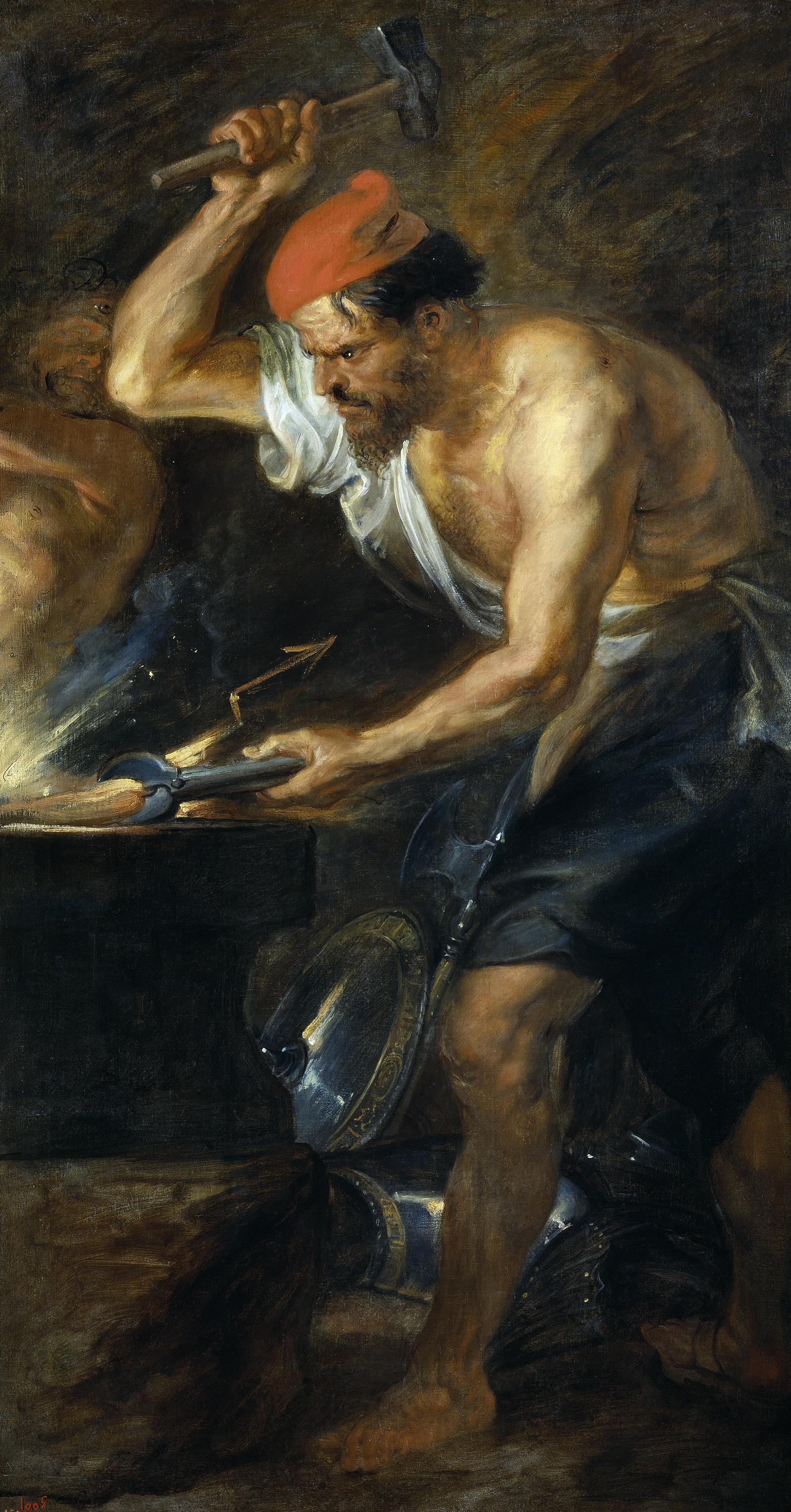
『ゼウスの雷を鍛えるヘーパイストス』（ピーテル・パウル・ルーベンス作、1636-1638年頃、プラド美術館所蔵）

ヘーパイストスの作ったとされるものには、エピメーテウスの妻となった美女パンドーラー、ゼウスの盾アイギス、ゼウスの雷、自分で歩くことのできる真鍮の三脚器、アポローンとアルテミスの矢、「アキレウスの盾」を含むアキレウスの武具一式、青銅の巨人タロース、ヘーラクレースがステュムパーロスの鳥退治の際に使った青銅の鉦などがある。
また、主神とその妻たる神の間の最初の子が奇形である点から、日本神話における蛭子神との類似性も語られる。